# Marina Scriabine
Pour les articles homonymes, voir Scriabine (homonymie).
Marina Scriabine, née à Moscou le 30 janvier 1911 et décédée à Cormeilles-en-Parisis le 28 avril 1998, est une musicologue et une compositrice française. Elle est la fille d'Alexandre Scriabine.

## Origines
Les parents de Marina, Alexandre Scriabine et Tatiana Fedorovna Schlötser (1883-1922), s'installent à Moscou à l'été 1908 à la suite de la rencontre d'Alexandre Scriabine avec le chef d'orchestre, compositeur et mécène Serge Koussevitzky.
En janvier 1909, le couple, déjà parent de deux enfants : Ariadna, trois ans, et Julian, un an, décide de les confier aux tantes de Tatiana, Henriette et Alina Boti, à Amsterdam.

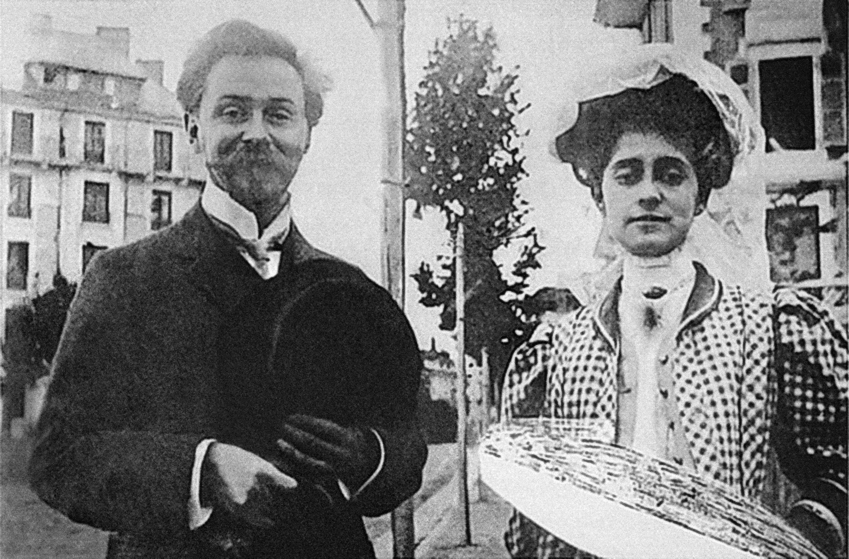
Alexandre Scriabine et Tatiana Schloezer en 1909.

Puis ils rejoignent Moscou où ils séjournent au manoir de Serge Koussevitzky sur Glazovski Pereoulok, avant de revenir à Amsterdam deux mois après. C'est un an plus tard, le 3 février 1910, que toute la famille retourne enfin à Moscou, tout d'abord à l'hôtel Kniaji Dvor sur Volkhonka, avant d’emménager à la mi-septembre dans la maison de l'architecte Vyatcheslav Oltarjevsky (1880-1966) à Tolstovski Pereoulok.
C'est dans cette spacieuse demeure que Marina Alexandrovna Skriabina voit le jour le 30 janvier 1911. À cette période, c'est la mère de Tatiana, Maria Alexandrovna, qui est le véritable chef de famille, régnant sur un vaste appartement de six pièces déjà trop juste pour le nombre de gouvernantes et de domestiques qui s'y emploient. Une année passera seulement avant que la maisonnée ne déménage à nouveau au domicile du professeur A.A. Grouchka, non loin du Théâtre Bolchoï.

## Éducation
La maison des Scriabine ressemble de plus en plus à celle d'un bourgeois ordinaire et de moins en moins à celle d'un compositeur. Le couple, très francophile, a pris l'habitude de vivre au-dessus de ses moyens, ce qui induit de régulières difficultés financières. Les enfants ne forment plus alors que « l'arrière-plan » de la maison, leurs parents les laissant à la garde de tuteurs et gouvernantes.

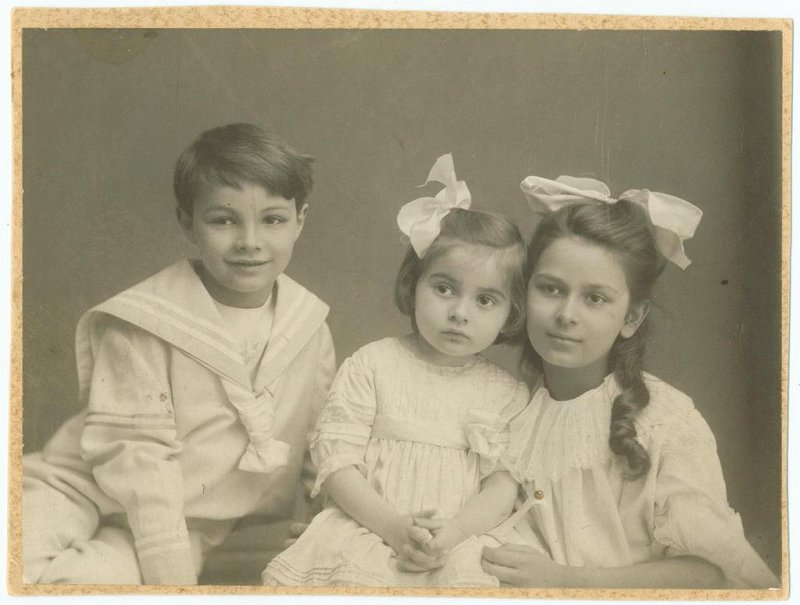
Les enfants Scriabine : Julian, Marina et Ariadna.

Tatiana Fedorovna, alors bonne pianiste, éveille ses enfants à la musique, notamment Ariadna et Julian. Ceux-ci iront bientôt étudier au cours préparatoire supérieur avec Maria Fabianovna Gnessina. Julian, passant déjà 2 à 3 heures par jour au piano, s’avérera posséder les mêmes dons musicaux que son père. En témoignent quatre préludes composés à un très jeune âge. Marina se consacre à la peinture.
Mais la guerre advenant, la vie devient plus difficile encore. Les problèmes d'argent s'aggravant, les récitals de piano de Scriabine restent quasiment la seule source de fonds pour subvenir aux besoins. Par ailleurs, l'isolement se fait d'autant plus ressentir du fait que de nombreux proches de Tatiana vivent du côté de la mère, en Europe de l'Ouest. En effet, les parents belges de Tatiana souffrent de la « trahison allemande » tandis qu'un « enthousiasme patriotique terrible règne dans la famille Scriabine ». Le compositeur lui-même, accueillant la guerre comme un accélérateur de « la fin de l'histoire du monde », longtemps attendu.

## Ruine et révolution
Alexandre Scriabine meurt subitement le 14 avril 1915 à l'âge de 43 ans.
Avec la mort d'Alexandre, la famille se retrouve sans moyens. Toutes les économies ayant servi à couvrir les frais médicaux, même les dépenses les plus urgentes et les plus élémentaires sont devenues impossibles à payer. La situation vire à la catastrophe à partir du moment où les meubles et les objets de valeur sont vendus en urgence afin de renouveler le contrat de logement.

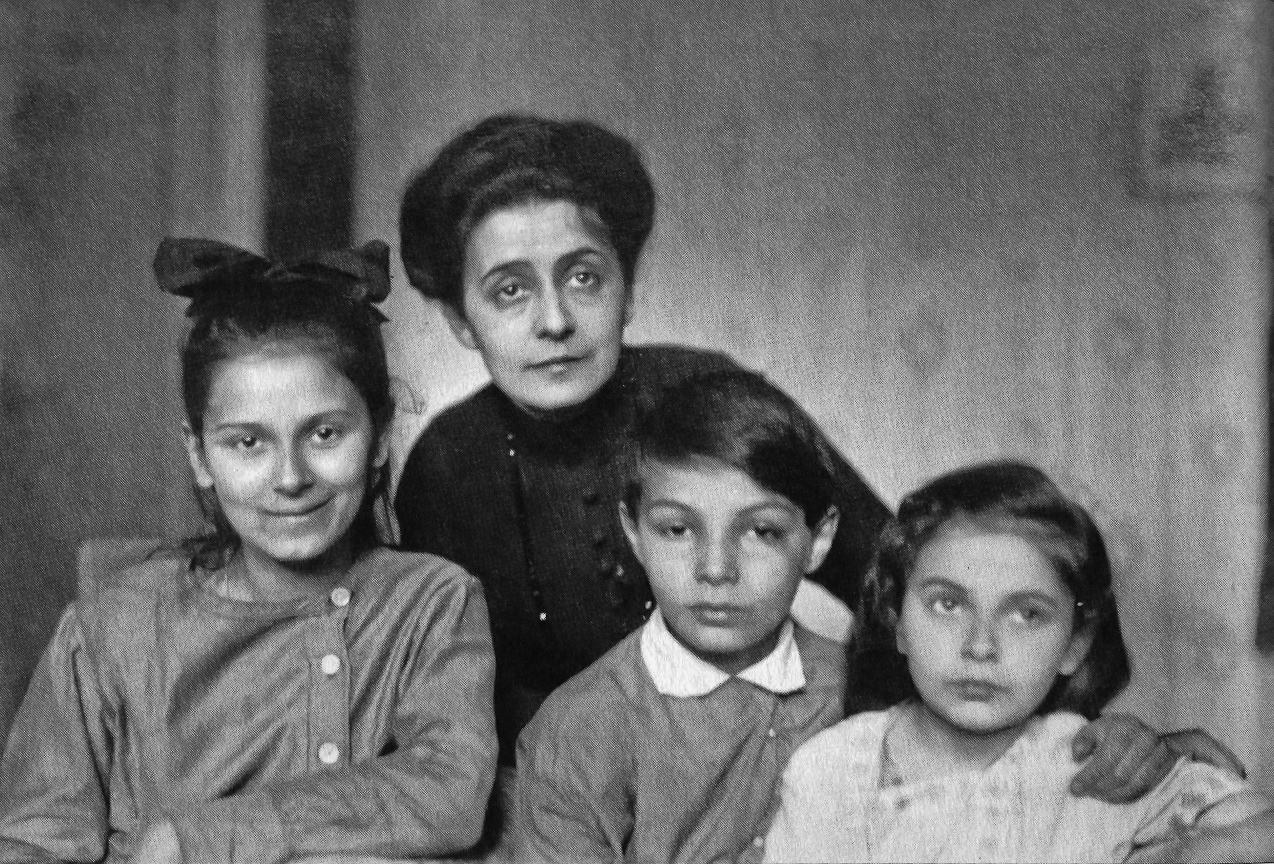
De gauche à droite Ariadna, Tatiana, Julian et Marina à Moscou en 1918.

Grâce aux efforts d'amis de la famille, la femme légitime de Scriabine, Vera, accepte de prendre en charge les trois enfants d'Alexandre Scriabine, alors autorisés par testament à porter son nom.
La révolution de 1917 et la famine survenant à Moscou dès 1918 convainc la mère des trois enfants de déménager à Irpen, non loin de Kiev, en Ukraine.
Par ailleurs, le nouveau gouvernement soviétique décide d'ouvrir un musée Scriabine dans sa maison de Moscou, et Tatiana est priée d'aider à sa réalisation. C'est pendant son absence que Julian, le frère cadet mourra, quatre ans après son père, en se noyant dans le Dniepr en 1919, à l'âge de 11 ans. C'est une amère tragédie pour Tatiana Fedorovna qui avait concentré ses derniers espoirs dans l'éducation de Julian, qu'elle pressentait comme le successeur d'Alexandre.
Après ce drame, elle se résout à devenir la gardienne de l'héritage de son défunt mari. De retour à Moscou, elle se lance dans la fondation de la maison-musée moscovite du compositeur sur l'Arbat. Parallèlement elle se lie d'amitié avec la poétesse Marina Tsvetaïeva, ce dont profitent visiblement Ariadne et Marina qui commencent à écrire des vers toutes les deux sous le commun pseudonyme de Mirra. Mais la maladie (la fièvre typhoïde s'abat sur toute la famille en 1921) et plus encore une profonde dépression creuse encore le dégoût de vivre de Tatiana Schlozer-Scriabine qui décède peu avant l'ouverture du musée aux visiteurs en mars 1922. Elle est enterrée au cimetière de Novodievitchi, près de son mari.

## Émigration et carrière en France
En 1922, la mort de sa mère conduit Marina à se rapprocher de sa grand-mère maternelle, Maria Alexandrovna Boti, et à s'établir en Belgique. En 1927, elle rejoint son oncle Boris de Schlœzer et sa sœur Ariadna à Paris et étudie à l'École nationale supérieure des arts décoratifs, concevant des affiches d'art. Parallèlement, elle étudie la théorie musicale auprès de René Leibowitz.
Ses activités durant l'occupation et ses relations avec sa sœur Ariadne entrée en résistance et capturée par la milice à l'été 1944 ne sont pas connues. Après la Libération, elle tient une chronique de livres pour les éphémères Cahiers de l'art sacré. Ses publications suivantes dévoilent déjà un intérêt pour la musique sacrée, l’œuvre de Bach. Elle signe également sa première composition en 1947 (un ballet) tout en continuant d'écrire pour une revue littéraire Empédocle.
En 1950, elle entre à la radiodiffusion française, étudie les techniques électroniques et devient chercheuse au CNRS. Elle compose une Suite radiophonique (1951), un ballet Bayalett (1952), de la musique de chambre et compose pour la scène (Les Coréens, 1957) ou la radio (L'aubade à la folie, 1959).
Par ailleurs, ses recherches musicologiques lui font faire de réguliers allers-retours entre les cours d'ethnomusicologie donnés à la Sorbonne par Trần Văn Khê sur la musique iranienne et la consultation érudite des propres œuvres de son père. Notamment les esquisses de L'Acte Préalable aussi intitulé Le Mystère, pièce inachevée datée de 1903 contenant entre autres innovations, un accord de douze notes. Ce sont des années d'une belle effervescence contrastant avec les dures années moscovites consécutives à la mort de son père. En 1958, elle participe à l'exposition universelle de Bruxelles dans une scène cocasse entourée de plusieurs compositeurs en vogue : André Boucourechliev, Bruno Maderna, Henri Pousseur, Luc Ferrari, Pierre Schaeffer, Mauricio Kagel, Earl Brown, Luciano Berio, Karlheinz Stockhausen et John Cage allongé par terre.
Ses connaissances accumulées ajoutées à une sensibilité profonde et pas seulement héritée pour la vision symbolique du compositeur l'amènent à rédiger l'article sur Alexandre Scriabine pour l’Encyclopédie de la musique (1961).

## Une intellectuelle discrète mais insatiable
Au fil des ans, depuis le temps du giron familial jusqu'à son arrivée à Paris, Marina Scriabine n'aura de cesse d'accroître la sphère de ses intérêts où la musique et ses symboliques la porteront relativement assez loin des bornes de la critique musicale conventionnelle.
Ainsi entreprend-elle une longue relation de coécriture avec son oncle, le traducteur et théoricien de la musique Boris de Schlœzer (Problèmes de la musique moderne, 1959).
À l'été 1959, elle apparaît au sein des rencontres et conférences organisées par le centre culturel de Cerisy. Sa première contribution tiendra sur « le Sacré et le Profane ».
Cette suite de colloques et rencontres effectuées sur plus de 20 ans où elle côtoiera un vaste éventail d'intellectuels, d'artistes et d'écrivains permet de mesurer l'étendue de la curiosité et de l'érudition d'une femme dont le savoir et la perspicacité n'eurent d'égal que sa grande discrétion. 
À l'été 1964 elle participe à deux colloques (que les organisateurs appellent des décades). 
Le premier a pour thème la question du temps. Pour l'occasion elle débat sur la valeur du temps à la suite de Gabriel Marcel, sur sa dimension avec Jeanne Hersch, de ses divers aspects dans le roman contemporain avec Jean Ricardou, du temps du poète avec Jean Follain et de celui du théâtre avec Georges Charaire. Elle en profite également pour présenter son sujet de thèse en tant que conférencière, Représentation du temps et de l'intemporalité dans les arts plastiques, soutenu en 1967. 
Peu après se tiennent ce même été des Entretiens sur l'homme et le diable, dirigé par Max Milner. Marina Scriabine s'y trouve encore, et y discute des présocratiques avec Clémence Ramnoux, de saint Augustin et de néoplatonisme avec Jean Pépin, du manichéisme et du catharisme avec Maurice de Gandillac,
de Simone Weil avec Gilbert Kahn, des monstres et de la monstruosité avec Gilbert Lascault, de "séduction diabolique" avec Catherine Clément, des procès de femmes en sorcellerie avec Robert Mandrou, du diable et des juifs avec Léon Poliakov, du satanisme dans la littérature du XIXe siècle avec Richard Griffiths, du thème du diable dans la littérature moderne avec Max Milner, de Dostoïevski avec Jean-Louis Backès et de psychiatrie avec Gaston Ferdière.
L'été suivant (1965), Marina s'y rend à nouveau pour s'entretenir de la Renaissance du XIIe siècle. Elle y retrouve le philosophe et théologien Édouard Jeauneau pour parler de Bernard de Chartres, Jean Chatillon pour évoquer l’École de Saint-Victor, l'historien de l'art Francis Salet pour s'introduire à l'art roman, la grande médiéviste Marie-Madeleine Davy pour explorer le thème de l'âme-épouse chez Bernard de Clairvaux et Guillaume de Saint-Thierry, le thème de l'amour-vénération avec Wilhelm Kellermann (de). Elle y parle encore de l'humanisme littéraire de saint Bernard avec Jean Leclercq, des figures féminines dans le roman médiéval français avec Jean-Charles Payen, de la naissance du roman avec Robert Marichal.
En 1967, elle devient docteure en esthétique.